# Municipalitats de Tunísia
Les municipalitats o baladiyyes de Tunísia són una divisió administrativa de segon nivell de la República de Tunísia.
Administrativament Tunísia té una divisió doble; per un costat es divideix en governacions o wilayes (primer nivell), municipalitats o baladiyyes (segon nivell) i districtes o dàïres (tercer nivell), alhora que les governacions també es divideixen en delegacions o mutamadiyyes (segons nivell) i aquestes en sectors, míntaques o imades (tercer nivell). Una municipalitat es compon d'un o diversos sectors o d'una part o diverses parts de sectors, sectors que poden pertànyer a diverses delegacions. Les municipalitats es regeixen per la llei de 14 de març de 1957, que les defineix com una unitat administrativa local composta d'una ciutat, un poble o una aglomeració de població. S'hi escull un consell municipal per un període de cinc anys que s'encarrega de la gestió dels assumptes municipals. Les municipalitats són creades per decret i consisteixen en zones ben delimitades amb diversos sectors urbans de vegades apartats de la ciutat central, generalment dins d'una sola delegació, però no necessàriament. La municipalitat més gran es Tunis i la més petita Beni M'Tir.
A 31 de desembre de 2012 Tunísia es dividia en 264 municipalitats o baladiyyes.

## Llista de municipalitats per governacions
Llista de municipalitats segons la divisió vigent el 2006.
Informació actualitzada per un bot. Els canvis manuals es perdran quan s'actualitzi!
| Escut | Municipi                | Governació/Delegació                             | Població                                                       | Superfície km² | Densitat                                          | Altitud | Codi postal  | Codi territorial | Dades                         |
| ----- | ----------------------- | ------------------------------------------------ | -------------------------------------------------------------- | -------------- | ------------------------------------------------- | ------- | ------------ | ---------------- | ----------------------------- |
|       | Agareb                  | delegació de Agareb                              | 11.513 9.610 (2014 )                                           | 42             | Error de l'expressió: Paraula no reconeguda "br". |         | 3030         |                  | Modifica les dades a Wikidata |
|       | Ajim                    | Djerba Ajim                                      | ()                                                             |                |                                                   |         |              |                  | Modifica les dades a Wikidata |
|       | Akouda                  | Delegació d'Akouda                               | 34.494 (2014 )                                                 |                |                                                   |         | 4022         |                  | Modifica les dades a Wikidata |
|       | Alaa                    | delegation of El Alâa                            | 2.657 ()                                                       |                |                                                   | 463     |              |                  | Modifica les dades a Wikidata |
|       | Amiret El Fhoul         | delegation of Moknine                            | ()                                                             |                |                                                   |         | 5053         |                  | Modifica les dades a Wikidata |
|       | Amiret Hajjaj           | delegation of Moknine                            | ()                                                             |                |                                                   |         | 5071         |                  | Modifica les dades a Wikidata |
|       | Amiret Touazra          | delegation of Moknine                            | ()                                                             |                |                                                   |         | 5054         |                  | Modifica les dades a Wikidata |
|       | Aousja                  | delegation of Ghar El Melh                       | 3.980 ()                                                       |                |                                                   |         |              |                  | Modifica les dades a Wikidata |
|       | Ariana                  | delegation of Ariana Ville                       | 114.486 ()                                                     | 180            | 636,03                                            | 38      | 2080         |                  | Modifica les dades a Wikidata |
|       | Azmour                  | delegation of Kélibia                            | ()                                                             |                |                                                   | 56      | 8035         |                  | Modifica les dades a Wikidata |
|       | Aïn Djeloula            | delegation of Aïn Djeloula                       | ()                                                             |                |                                                   |         | 3113         |                  | Modifica les dades a Wikidata |
|       | Aïn Draham              | delegation of Aïn Draham                         | 35.400 ()                                                      |                |                                                   | 800     |              |                  | Modifica les dades a Wikidata |
|       | Bardo                   | delegation of Bardo                              | 71.416 (2023 )                                                 |                |                                                   |         | 2000         |                  | Modifica les dades a Wikidata |
|       | Bargou                  | delegation of Bargou                             | ()                                                             |                |                                                   |         | 6170         |                  | Modifica les dades a Wikidata |
|       | Bekalta                 | delegation of Bekalta                            | 17.850 ()                                                      |                |                                                   |         | 5090         |                  | Modifica les dades a Wikidata |
|       | Belkhir                 | delegació de Belkhir                             | ()                                                             |                |                                                   |         | 2115         |                  | Modifica les dades a Wikidata |
|       | Bembla Mnara            | governació de Monastir                           | ()                                                             |                |                                                   |         |              |                  | Modifica les dades a Wikidata |
|       | Ben Arous               | governació de Ben Arous                          | 88.322 ()                                                      |                |                                                   |         |              |                  | Modifica les dades a Wikidata |
|       | Ben Gardane             | delegació de Ben Guerdane                        | 79.912 ()                                                      |                |                                                   |         | 4160         |                  | Modifica les dades a Wikidata |
|       | Beni Hassen             | delegation of Beni Hassen                        | ()                                                             |                |                                                   |         | 5014         |                  | Modifica les dades a Wikidata |
|       | Beni Khalled            | delegation of Béni Khalled                       | ()                                                             |                |                                                   | 49      | 8021         |                  | Modifica les dades a Wikidata |
|       | Beni Khedache           | delegation of Beni Khedache                      | ()                                                             |                |                                                   |         |              |                  | Modifica les dades a Wikidata |
|       | Beni Khiar              | delegation of Béni Khiar                         | ()                                                             |                |                                                   |         | 8060         |                  | Modifica les dades a Wikidata |
|       | Beni M'Tir              | delegation of Fernana                            | ()                                                             |                |                                                   | 650     |              |                  | Modifica les dades a Wikidata |
|       | Bennane-Bodher          | governació de Monastir                           | ()                                                             |                |                                                   |         |              |                  | Modifica les dades a Wikidata |
|       | Bir Ali Ben Khélifa     | delegation of Bir Ali Ben Khalifa                | ()                                                             |                |                                                   |         | 3040         |                  | Modifica les dades a Wikidata |
|       | Bir Bouregba            | delegation of Hammamet                           | ()                                                             |                |                                                   |         |              |                  | Modifica les dades a Wikidata |
|       | Bir El Hfay             | delegation of Bir El Hafey                       | ()                                                             |                |                                                   |         | 9113         |                  | Modifica les dades a Wikidata |
|       | Bir Lahmar              | delegation of Bir Lahmar                         | ()                                                             |                |                                                   |         |              |                  | Modifica les dades a Wikidata |
|       | Bir Mchergua            | delegation of Bir Mcherga                        | ()                                                             |                |                                                   |         | 1141         |                  | Modifica les dades a Wikidata |
|       | Bizerta                 | governació de Bizerta                            | 142.966 114.371 126.491 121.483 119.243 117.126 46.700 (2014 ) | 34             | Error de l'expressió: Paraula no reconeguda "br". | 4       | 7000         |                  | Modifica les dades a Wikidata |
|       | Borj El Amri            | Delegació de Borj El Amri                        | ()                                                             |                |                                                   |         |              |                  | Modifica les dades a Wikidata |
|       | Bou Argoub              | delegation of Bou Argoub                         | ()                                                             |                |                                                   |         | 8040         |                  | Modifica les dades a Wikidata |
|       | Bouarada                | delegation of Bou Arada                          | ()                                                             |                |                                                   |         | 6180         |                  | Modifica les dades a Wikidata |
|       | Bouchemma               | Gabès Ouest                                      | ()                                                             |                |                                                   |         |              |                  | Modifica les dades a Wikidata |
|       | Bouficha                | delegation of Bouficha                           | ()                                                             |                |                                                   |         |              |                  | Modifica les dades a Wikidata |
|       | Bouhajla                | delegation of Bou Hajla                          | ()                                                             |                |                                                   |         | 3180         |                  | Modifica les dades a Wikidata |
|       | Bouhjar                 | Sayada-Lamta-Bou Hjar                            | ()                                                             |                |                                                   |         | 5015         |                  | Modifica les dades a Wikidata |
|       | Boumerdès               | delegation of Bou Merdes                         | ()                                                             |                |                                                   |         | 5110         |                  | Modifica les dades a Wikidata |
|       | Boumhel El Bassatine    | delegation of Bou Mhel el-Bassatine              | ()                                                             |                |                                                   |         |              |                  | Modifica les dades a Wikidata |
|       | Bourouis                | delegation of Sidi Bou Rouis                     | ()                                                             |                |                                                   |         | 6113         |                  | Modifica les dades a Wikidata |
|       | Bousalem                | delegation of Bou Salem                          | 35.192 ()                                                      |                |                                                   |         | 8170         |                  | Modifica les dades a Wikidata |
|       | Béja                    | Béja Nord                                        | 109.299 ()                                                     | 13,05          | 8.375,4                                           | 222     | 9000         |                  | Modifica les dades a Wikidata |
|       | Cartago                 | Delegació de Cartago                             | 21.276 ()                                                      | 70             | 303,94                                            |         | 2016         |                  | Modifica les dades a Wikidata |
|       | Chebba                  | delegation of Chebba                             | 24.515 ()                                                      |                |                                                   |         | 5170         |                  | Modifica les dades a Wikidata |
|       | Chenini Nahal           | Gabès Ouest                                      | 14.152 ()                                                      |                |                                                   |         | 6041–6051    |                  | Modifica les dades a Wikidata |
|       | Cherahil                | delegation of Moknine                            | ()                                                             |                |                                                   |         | 5034         |                  | Modifica les dades a Wikidata |
|       | Chihia                  | delegation of Sakiet Ezzit                       | ()                                                             |                |                                                   |         |              |                  | Modifica les dades a Wikidata |
|       | Chorbane                | delegation of Chorbane                           | ()                                                             |                |                                                   |         | 5130         |                  | Modifica les dades a Wikidata |
|       | Chott Meriem            | Delegació d'Akouda                               | ()                                                             |                |                                                   |         | 4042         |                  | Modifica les dades a Wikidata |
|       | Chrarda                 | delegation of Echrarda                           | ()                                                             |                |                                                   |         |              |                  | Modifica les dades a Wikidata |
|       | Dahmani                 | delegation of Dahmani                            | 27.907 ()                                                      |                |                                                   | 625     | 7170         |                  | Modifica les dades a Wikidata |
|       | Dar Allouch             | delegation of Hammam Ghezèze                     | ()                                                             |                |                                                   |         | 8055         |                  | Modifica les dades a Wikidata |
|       | Dar Châabane            | Dar Chaâbane El Fehri                            | 35.859 ()                                                      |                |                                                   |         | 8011         |                  | Modifica les dades a Wikidata |
|       | Degueche                | Delegació de Degache                             | 7.893 ()                                                       |                |                                                   |         | 2260         |                  | Modifica les dades a Wikidata |
|       | Den Den                 | delegation of La Manouba                         | ()                                                             |                |                                                   |         |              |                  | Modifica les dades a Wikidata |
|       | Dhiba                   | delegation of Dehiba                             | 4.295 ()                                                       |                |                                                   |         | 3253         |                  | Modifica les dades a Wikidata |
|       | Djedaïda                | delegation of Djedeida                           | ()                                                             |                |                                                   |         |              |                  | Modifica les dades a Wikidata |
|       | Douar Hicher            | delegation of Douar Hicher                       | ()                                                             |                |                                                   |         |              |                  | Modifica les dades a Wikidata |
|       | Douz                    | governació de Kébili                             | 47.182 ()                                                      |                |                                                   |         | 4260         |                  | Modifica les dades a Wikidata |
|       | Echbika                 | delegation of Chebika                            | ()                                                             |                |                                                   |         | 3121         |                  | Modifica les dades a Wikidata |
|       | El Ain                  | Sfax Sud                                         | ()                                                             |                |                                                   |         | 3042         |                  | Modifica les dades a Wikidata |
|       | El Alia                 | delegation of El Alia                            | 27.075 ()                                                      |                |                                                   |         | 7016         |                  | Modifica les dades a Wikidata |
|       | El Assouada             | Sidi Bouzid Est                                  | ()                                                             |                |                                                   |         |              |                  | Modifica les dades a Wikidata |
|       | El Bassatine            | delegation of Mornaguia                          | ()                                                             |                |                                                   |         |              |                  | Modifica les dades a Wikidata |
|       | El Battan               | Delegació d'El Batan                             | ()                                                             |                |                                                   |         | 1114         |                  | Modifica les dades a Wikidata |
|       | El Bradâa               | Mahdia                                           | ()                                                             |                |                                                   |         | 5115         |                  | Modifica les dades a Wikidata |
|       | El Djem                 | delegation of El Jem                             | 50.611 ()                                                      |                |                                                   |         | 5160         |                  | Modifica les dades a Wikidata |
|       | El Fahs                 | Delegació d'El Fahs                              | ()                                                             |                |                                                   |         | 1140         |                  | Modifica les dades a Wikidata |
|       | El Ghnada               | delegation of Beni Hassen                        | ()                                                             |                |                                                   |         | 5026         |                  | Modifica les dades a Wikidata |
|       | El Ghraiba              | delegation of Graïba                             | ()                                                             |                |                                                   |         | 3034         |                  | Modifica les dades a Wikidata |
|       | El Golâa                | Douz Nord                                        | ()                                                             |                |                                                   |         | 4234         |                  | Modifica les dades a Wikidata |
|       | El Hamma                | delegation of El Hamma                           | 73.512 ()                                                      |                |                                                   |         | 6020         |                  | Modifica les dades a Wikidata |
|       | El Hchachna             | delegation of Sejnane                            | ()                                                             |                |                                                   |         |              |                  | Modifica les dades a Wikidata |
|       | El Hekaima              | Mahdia                                           | ()                                                             |                |                                                   |         | 5131         |                  | Modifica les dades a Wikidata |
|       | El Kef                  | governació del Kef                               | 73.706 ()                                                      |                |                                                   | 780     | 7100         |                  | Modifica les dades a Wikidata |
|       | El Krib                 | delegació d'El Krib                              | ()                                                             |                |                                                   |         |              |                  | Modifica les dades a Wikidata |
|       | El Ksar                 | delegation of El Ksar                            | ()                                                             |                |                                                   |         | 2111         |                  | Modifica les dades a Wikidata |
|       | El Ksour                | delegation of El Ksour                           | ()                                                             |                |                                                   |         | 7160         |                  | Modifica les dades a Wikidata |
|       | El Masdour              | delegació de Bembla                              | ()                                                             |                |                                                   |         | 5032         |                  | Modifica les dades a Wikidata |
|       | El Maâgoula             | Béja Sud                                         | ()                                                             |                |                                                   |         | 9023         |                  | Modifica les dades a Wikidata |
|       | El Mida                 | delegation of El Mida                            | ()                                                             |                |                                                   |         | 8044         |                  | Modifica les dades a Wikidata |
|       | El Mourouj              | delegation of El Mourouj                         | 104.538 ()                                                     | 21,5           | 4.862,23                                          | 50      | 2074         |                  | Modifica les dades a Wikidata |
|       | El Mâamoura             | delegation of Béni Khiar                         | ()                                                             |                |                                                   |         | 8013         |                  | Modifica les dades a Wikidata |
|       | Enfidha                 | delegation of Enfida                             | ()                                                             |                |                                                   |         | 4030         |                  | Modifica les dades a Wikidata |
|       | Es Sers                 | delegation of Sers                               | ()                                                             |                |                                                   |         | 7180         |                  | Modifica les dades a Wikidata |
|       | Ettadhamen              | delegation of Ettadhamen                         | ()                                                             |                |                                                   |         |              |                  | Modifica les dades a Wikidata |
|       | Ettadhamen-Mnihla       | governació d'Ariana                              | 196.298 (2014 )                                                | 24             | 8.179,08                                          |         |              |                  | Modifica les dades a Wikidata |
|       | Ezzahra                 | delegation of Ezzahra                            | 34.962 ()                                                      |                |                                                   |         |              |                  | Modifica les dades a Wikidata |
|       | Ezzarat                 | delegation of Mareth                             | 5.205 ()                                                       |                |                                                   |         | 6026         |                  | Modifica les dades a Wikidata |
|       | Ezzouhour               | delegation of Ezzouhour                          | ()                                                             |                |                                                   |         |              |                  | Modifica les dades a Wikidata |
|       | Ezzouhour (Sussa)       | Sousse Riadh                                     | ()                                                             |                |                                                   |         | 4031         |                  | Modifica les dades a Wikidata |
|       | Faouar                  | El Faouar                                        | ()                                                             |                |                                                   |         | 4264         |                  | Modifica les dades a Wikidata |
|       | Fernana                 | delegation of Fernana                            | ()                                                             |                |                                                   |         | 8140         |                  | Modifica les dades a Wikidata |
|       | Fouchana                | delegation of Fouchana                           | 74.868 (2014 )                                                 |                |                                                   |         | 2082         |                  | Modifica les dades a Wikidata |
|       | Foussana                | delegation of Foussana                           | 41.249 ()                                                      | 942,4          | 43,77                                             |         | 1220         |                  | Modifica les dades a Wikidata |
|       | Fériana                 | delegation of Fériana                            | 75.000 ()                                                      |                |                                                   |         | 1240         |                  | Modifica les dades a Wikidata |
|       | Gaafour                 | delegation of Gaâfour                            | ()                                                             |                |                                                   |         | 6110         |                  | Modifica les dades a Wikidata |
|       | Gabès                   | governació de Gabès                              | 116.323 (2004 )                                                |                |                                                   | 1       | 6000         |                  | Modifica les dades a Wikidata |
|       | Gafsa                   | Gafsa Sud                                        | 111.170 ()                                                     | 45             | 2.470,44                                          | 297     | 2100         |                  | Modifica les dades a Wikidata |
|       | Ghannouch               | delegation of Ghannouch                          | 28.051 ()                                                      |                |                                                   |         | 6021         |                  | Modifica les dades a Wikidata |
|       | Ghar El Melh            | delegation of Ghar El Melh                       | 19.477 ()                                                      |                |                                                   |         | 7033         |                  | Modifica les dades a Wikidata |
|       | Ghardimaou              | delegation of Ghardimaou                         | 64.170 ()                                                      |                |                                                   |         | 8160         |                  | Modifica les dades a Wikidata |
|       | Ghomrassen              | delegation of Ghomrassen                         | 15.957 ()                                                      |                |                                                   | 352     | 3220         |                  | Modifica les dades a Wikidata |
|       | Goubellat               | delegation of Goubellat                          | ()                                                             |                |                                                   |         | 9080         |                  | Modifica les dades a Wikidata |
|       | Gremda                  | Sfax Sud                                         | ()                                                             |                |                                                   |         |              |                  | Modifica les dades a Wikidata |
|       | Grombalia               | Delegació de Grombalia                           | ()                                                             | 65,15          |                                                   | 48      | 8030         |                  | Modifica les dades a Wikidata |
|       | Guetar                  | delegation of El Guettar                         | ()                                                             |                |                                                   |         | 2180         |                  | Modifica les dades a Wikidata |
|       | Haffouz                 | delegation of Haffouz                            | ()                                                             |                |                                                   |         | 3130         |                  | Modifica les dades a Wikidata |
|       | Hajeb El Ayoun          | delegation of Hajeb El Ayoun                     | ()                                                             |                |                                                   | 150     | 3160         |                  | Modifica les dades a Wikidata |
|       | Hamet Jerid             | delegation of Hamet Jerid                        | 6.439 ()                                                       |                |                                                   |         | 2214         |                  | Modifica les dades a Wikidata |
|       | Hammam Chott            | delegation of Hammam Chott                       | ()                                                             |                |                                                   |         |              |                  | Modifica les dades a Wikidata |
|       | Hammam Ghezaz           | delegation of Hammam Ghezèze                     | ()                                                             |                |                                                   |         | 8025         |                  | Modifica les dades a Wikidata |
|       | Hammam Lif              | delegation of Hammam Lif                         | 42.518 38.401 (2014 )                                          |                |                                                   |         |              |                  | Modifica les dades a Wikidata |
|       | Hammam Sousse           | Delegació de Hammam Sousse                       | 42.691 ()                                                      |                |                                                   |         | 4011         |                  | Modifica les dades a Wikidata |
|       | Hammamet                | delegation of Hammamet                           | 97.579 (2014 )                                                 | 36             | 2.710,53                                          |         | 8050         |                  | Modifica les dades a Wikidata |
|       | Haouaria                | delegation of El Haouaria                        | ()                                                             | 42             |                                                   |         |              |                  | Modifica les dades a Wikidata |
|       | Hassi El Ferid          | Hassi El Ferid                                   | ()                                                             |                |                                                   |         |              |                  | Modifica les dades a Wikidata |
|       | Hazoua                  | delegation of Hazoua                             | ()                                                             |                |                                                   |         |              |                  | Modifica les dades a Wikidata |
|       | Haïdra                  | Delegació de Haïdra                              | 3.100 ()                                                       |                |                                                   |         | 1221         |                  | Modifica les dades a Wikidata |
|       | Hbira                   | delegation of Hebira                             | ()                                                             |                |                                                   |         | 5113         |                  | Modifica les dades a Wikidata |
|       | Hencha                  | delegation of El Hencha                          | ()                                                             |                |                                                   |         | 3010         |                  | Modifica les dades a Wikidata |
|       | Hergla                  | delegation of Hergla                             | 9.343 ()                                                       |                |                                                   |         |              |                  | Modifica les dades a Wikidata |
|       | Houmt Souk              | Djerba Houmet Essouk                             | 75.904 ()                                                      |                |                                                   |         | 4170         |                  | Modifica les dades a Wikidata |
|       | Jammel                  | delegation of Jemmal                             | 70.587 ()                                                      |                |                                                   |         | 5020         |                  | Modifica les dades a Wikidata |
|       | Jebel Oust              | delegation of Bir Mcherga                        | ()                                                             |                |                                                   |         | 1111         |                  | Modifica les dades a Wikidata |
|       | Jebeniana               | delegation of Jebiniana                          | ()                                                             |                |                                                   |         |              |                  | Modifica les dades a Wikidata |
|       | Jedeliane               | delegation of Jedelienne                         | ()                                                             |                |                                                   |         | 1280         |                  | Modifica les dades a Wikidata |
|       | Jelma                   | delegation of Jilma                              | ()                                                             |                |                                                   |         |              |                  | Modifica les dades a Wikidata |
|       | Jemna                   | Kébili Sud                                       | 6.128 ()                                                       |                |                                                   |         | 4214         |                  | Modifica les dades a Wikidata |
|       | Jendouba                | Jendouba                                         | 113.116 49.000 46.459 ()                                       |                |                                                   | 143     | 8100         |                  | Modifica les dades a Wikidata |
|       | Jerissa                 | delegation of Jérissa                            | ()                                                             |                |                                                   |         | 7114         |                  | Modifica les dades a Wikidata |
|       | Johaina                 | Kairuan                                          | ()                                                             |                |                                                   |         | 3126         |                  | Modifica les dades a Wikidata |
|       | Joumine                 | delegation of Joumine                            | ()                                                             |                |                                                   |         | 7020         |                  | Modifica les dades a Wikidata |
|       | Kairuan                 | Kairuan                                          | 186.653 (2014 )                                                | 68,02 154,36   | Error de l'expressió: Paraula no reconeguda "br". | 68      | 3100         |                  | Modifica les dades a Wikidata |
|       | Kalaa Kebira            | delegation of Kalâa Kebira                       | ()                                                             |                |                                                   | 58      |              |                  | Modifica les dades a Wikidata |
|       | Kalaa Khesba            | delegation of Kalâat Khasba                      | ()                                                             |                |                                                   |         | 7113         |                  | Modifica les dades a Wikidata |
|       | Kalaa Sghira            | delegation of Kalâa Seghira                      | ()                                                             |                |                                                   |         |              |                  | Modifica les dades a Wikidata |
|       | Kalaat Senan            | delegation of Kalaat Senan                       | ()                                                             |                |                                                   |         | 7130         |                  | Modifica les dades a Wikidata |
|       | Kalaât El Andalous      | delegation of Kalâat el-Andalous                 | ()                                                             |                |                                                   |         | 2022         |                  | Modifica les dades a Wikidata |
|       | Kasserine               | governació de Kasserine                          | 108.794 ()                                                     |                |                                                   | 656     | 1200         |                  | Modifica les dades a Wikidata |
|       | Kerker                  | delegation of Bou Merdes                         | ()                                                             |                |                                                   |         | 5112         |                  | Modifica les dades a Wikidata |
|       | Kesra                   | delegation of Kesra                              | 2.602 (2014 )                                                  |                |                                                   | 966     | 6114         |                  | Modifica les dades a Wikidata |
|       | Khelidia                | delegation of Mornag                             | ()                                                             |                |                                                   |         | 2054         |                  | Modifica les dades a Wikidata |
|       | Khniss                  | delegation of Monastir                           | 10.000 ()                                                      |                |                                                   |         | 5011         |                  | Modifica les dades a Wikidata |
|       | Kondar                  | delegation of Kondar                             | ()                                                             |                |                                                   |         | 4020         |                  | Modifica les dades a Wikidata |
|       | Korba                   | delegation of Korba                              | 68.966 ()                                                      |                |                                                   |         | 8070         |                  | Modifica les dades a Wikidata |
|       | Korbous                 | delegation of Soliman                            | ()                                                             |                |                                                   | 1       | 8041         |                  | Modifica les dades a Wikidata |
|       | Ksar Hellal             | delegation of Ksar Hellal                        | 49.376 (2014 )                                                 |                |                                                   |         | 5070         |                  | Modifica les dades a Wikidata |
|       | Ksibet El Médiouni      | Delegació de Ksibet el-Médiouni                  | ()                                                             |                |                                                   |         | 5031         |                  | Modifica les dades a Wikidata |
|       | Ksibet Thrayet          | Zaouiet-Ksibet Thrayet                           | ()                                                             |                |                                                   |         | 4041         |                  | Modifica les dades a Wikidata |
|       | Ksour Essef             | delegation of Ksour Essef                        | 26.219 ()                                                      |                |                                                   |         | 5180         |                  | Modifica les dades a Wikidata |
|       | Kébili                  | governació de Kébili                             | 163.257 ()                                                     |                |                                                   |         | 4200         |                  | Modifica les dades a Wikidata |
|       | Kélibia                 | delegation of Kélibia                            | 58.491 ()                                                      |                |                                                   |         | 8090         |                  | Modifica les dades a Wikidata |
|       | La Goleta               | delegation of La Goulette                        | ()                                                             |                |                                                   |         | 2060         |                  | Modifica les dades a Wikidata |
|       | La Marsa                | delegation of La Marsa                           | 92.987 (2014 )                                                 |                |                                                   |         | 2070         |                  | Modifica les dades a Wikidata |
|       | La Soukra               | delegation of La Soukra                          | ()                                                             |                |                                                   |         |              |                  | Modifica les dades a Wikidata |
|       | Lala                    | delegation of El Ksar                            | ()                                                             |                |                                                   |         |              |                  | Modifica les dades a Wikidata |
|       | Lamta (Tunísia)         | Sayada-Lamta-Bou Hjar                            | ()                                                             |                |                                                   |         | 5099         |                  | Modifica les dades a Wikidata |
|       | Laroussa                | delegation of El Aroussa                         | ()                                                             |                |                                                   |         | 6116         |                  | Modifica les dades a Wikidata |
|       | Le Kram                 | delegation of Kram                               | 74.132 ()                                                      |                |                                                   |         | 2015         |                  | Modifica les dades a Wikidata |
|       | M'Hamdia                | Delegació de Mohamedia                           | ()                                                             |                |                                                   |         |              |                  | Modifica les dades a Wikidata |
|       | M'Saken                 | delegation of M'saken                            | 110.000 ()                                                     |                |                                                   | 143     | 4070         |                  | Modifica les dades a Wikidata |
|       | Magel Bel Abbès         | delegation of Majel Bel Abbès                    | ()                                                             |                |                                                   |         | 1214         |                  | Modifica les dades a Wikidata |
|       | Mahdia                  | delegation of Mahdia                             | 79.545 ()                                                      | 645            | 123,33                                            | 7       | 5100         |                  | Modifica les dades a Wikidata |
|       | Mahres                  | delegation of Mahrès                             | ()                                                             | 13             |                                                   |         | 3060         |                  | Modifica les dades a Wikidata |
|       | Makthar                 | delegation of Makthar                            | 12.942 ()                                                      |                |                                                   | 900     | 6140         |                  | Modifica les dades a Wikidata |
|       | Manouba                 | delegation of La Manouba                         | 58.792 ()                                                      |                |                                                   |         |              |                  | Modifica les dades a Wikidata |
|       | Mareth                  | delegation of Mareth                             | ()                                                             |                |                                                   |         | 6080         |                  | Modifica les dades a Wikidata |
|       | Mateur                  | delegation of Mateur                             | 32.546 (2015 )                                                 |                |                                                   | 51      | 7030         |                  | Modifica les dades a Wikidata |
|       | Matmat                  | delegation of Matmata                            | 1.800 (2004 )                                                  |                |                                                   | 600     | 6070         |                  | Modifica les dades a Wikidata |
|       | Matmata Nouvelle        | delegation of Nouvelle Matmata                   | 6.642 ()                                                       |                |                                                   |         | 6044         |                  | Modifica les dades a Wikidata |
|       | Mazzouna                | delegation of Mezzouna                           | ()                                                             |                |                                                   |         | 9150         |                  | Modifica les dades a Wikidata |
|       | Mdhilla                 | delegation of Mdhilla                            | ()                                                             |                |                                                   |         | 2170         |                  | Modifica les dades a Wikidata |
|       | Mejez El Bab            | delegation of Medjez el-Bab                      | ()                                                             |                |                                                   |         | 9070         |                  | Modifica les dades a Wikidata |
|       | Meknassi                | delegation of Meknassy                           | 23.789 ()                                                      |                |                                                   |         | 9140         |                  | Modifica les dades a Wikidata |
|       | Melloulech              | delegation of Melloulèche                        | ()                                                             |                |                                                   |         | 5114         |                  | Modifica les dades a Wikidata |
|       | Menzel Abderrahmen      | delegation of Menzel Jemil                       | ()                                                             | 607            |                                                   |         | 7035         |                  | Modifica les dades a Wikidata |
|       | Menzel Bourguiba        | delegation of Menzel Bourguiba                   | 61.920 ()                                                      |                |                                                   |         | 7050         |                  | Modifica les dades a Wikidata |
|       | Menzel Bouzaiene        | delegation of Menzel Bouzaiane                   | ()                                                             |                |                                                   |         | 9114         |                  | Modifica les dades a Wikidata |
|       | Menzel Bouzelfa         | delegation of Menzel Bouzelfa                    | ()                                                             |                |                                                   | 47      | 8010         |                  | Modifica les dades a Wikidata |
|       | Menzel Chaker           | delegation of Menzel Chaker                      | ()                                                             |                |                                                   |         | 3020         |                  | Modifica les dades a Wikidata |
|       | Menzel Ennour           | delegació de Bembla                              | ()                                                             |                |                                                   |         | 5022         |                  | Modifica les dades a Wikidata |
|       | Menzel Fersi            | delegation of Moknine                            | ()                                                             |                |                                                   |         | 5024         |                  | Modifica les dades a Wikidata |
|       | Menzel Habib            | delegation of Menzel El Habib                    | ()                                                             |                |                                                   |         | 6030         |                  | Modifica les dades a Wikidata |
|       | Menzel Hayet            | delegation of Zéramdine                          | ()                                                             |                |                                                   |         | 5033         |                  | Modifica les dades a Wikidata |
|       | Menzel Horr             | delegació de Menzel Temim                        | ()                                                             |                |                                                   |         | 8015         |                  | Modifica les dades a Wikidata |
|       | Menzel Jemil            | delegation of Menzel Jemil                       | ()                                                             |                |                                                   |         | 7080         |                  | Modifica les dades a Wikidata |
|       | Menzel Kamel            | delegation of Jemmal                             | ()                                                             |                |                                                   |         | 5013         |                  | Modifica les dades a Wikidata |
|       | Menzel Mehiri           | delegation of Menzel Mehiri                      | ()                                                             |                |                                                   |         |              |                  | Modifica les dades a Wikidata |
|       | Menzel Salem            | delegation of Tajerouine                         | ()                                                             |                |                                                   |         | 7151         |                  | Modifica les dades a Wikidata |
|       | Menzel Temime           | delegació de Menzel Temim                        | 65.645 ()                                                      |                |                                                   | 56      | 8080         |                  | Modifica les dades a Wikidata |
|       | Messaadine              | delegation of M'saken                            | ()                                                             |                |                                                   |         |              |                  | Modifica les dades a Wikidata |
|       | Metlaoui                | delegation of Métlaoui                           | ()                                                             |                |                                                   |         | 2130         |                  | Modifica les dades a Wikidata |
|       | Metline                 | delegation of Ras Jebel                          | 7.370 ()                                                       |                |                                                   |         | 7034         |                  | Modifica les dades a Wikidata |
|       | Metouia                 | delegation of Métouia                            | 170.000 ()                                                     |                |                                                   |         | 6010         |                  | Modifica les dades a Wikidata |
|       | Midoun                  | Djerba Midoun                                    | ()                                                             |                |                                                   |         | 4116         |                  | Modifica les dades a Wikidata |
|       | Mnihla                  | delegation of Mnihla                             | ()                                                             |                |                                                   |         | 2094         |                  | Modifica les dades a Wikidata |
|       | Mohamedia-Fouchana      | governació de Ben Arous                          | ()                                                             |                |                                                   |         |              |                  | Modifica les dades a Wikidata |
|       | Moknine                 | delegation of Moknine                            | ()                                                             |                |                                                   |         | 5050         |                  | Modifica les dades a Wikidata |
|       | Monastir                | governació de Monastir                           | 104.535 93.306 ()                                              |                |                                                   |         | 5000–5079    |                  | Modifica les dades a Wikidata |
|       | Mornag                  | delegation of Mornag                             | 61.518 ()                                                      |                |                                                   | 32      |              |                  | Modifica les dades a Wikidata |
|       | Mornaguia               | delegation of Mornaguia                          | ()                                                             |                |                                                   |         |              |                  | Modifica les dades a Wikidata |
|       | Médenine                | governació de Médenine                           | 109.409 ()                                                     |                |                                                   |         | 4100         |                  | Modifica les dades a Wikidata |
|       | Mégrine                 | delegation of Mégrine                            | 26.720 ()                                                      |                |                                                   |         |              |                  | Modifica les dades a Wikidata |
|       | Naassen                 | delegation of Fouchana                           | ()                                                             |                |                                                   |         | 1135         |                  | Modifica les dades a Wikidata |
|       | Nabeul                  | governació de Nabeul                             | 73.128 ()                                                      |                |                                                   | 4       | 8000         |                  | Modifica les dades a Wikidata |
|       | Nadhour                 | delegation of Nadhour                            | ()                                                             |                |                                                   |         |              |                  | Modifica les dades a Wikidata |
|       | Nasrallah               | delegation of Nasrallah                          | ()                                                             |                |                                                   |         | 3170         |                  | Modifica les dades a Wikidata |
|       | Nebeur                  | delegation of Nebeur                             | ()                                                             |                |                                                   |         | 7110         |                  | Modifica les dades a Wikidata |
|       | Nefta                   | delegation of Nefta                              | 21.654 ()                                                      |                |                                                   | 55      | 2240         |                  | Modifica les dades a Wikidata |
|       | Nefza                   | delegation of Nefza                              | ()                                                             |                |                                                   |         | 9010         |                  | Modifica les dades a Wikidata |
|       | Oued Ellil              | delegation of Oued Ellil                         | ()                                                             |                |                                                   |         |              |                  | Modifica les dades a Wikidata |
|       | Oued Mliz               | delegation of Oued Meliz                         | ()                                                             |                |                                                   |         | 8115         |                  | Modifica les dades a Wikidata |
|       | Ouedhref                | governació de Gabès                              | 16.542 ()                                                      |                |                                                   |         | 6052         |                  | Modifica les dades a Wikidata |
|       | Ouerdanine              | delegation of Ouerdanine                         | 21.814 ()                                                      |                |                                                   |         | 5010         |                  | Modifica les dades a Wikidata |
|       | Oueslatia               | delegation of Oueslatia                          | ()                                                             |                |                                                   |         | 3120         |                  | Modifica les dades a Wikidata |
|       | Ouled Chamekh           | delegation of Ouled Chamekh                      | ()                                                             |                |                                                   |         |              |                  | Modifica les dades a Wikidata |
|       | Ouled Haffouz           | delegation of Ouled Haffouz                      | ()                                                             |                |                                                   |         | 9180         |                  | Modifica les dades a Wikidata |
|       | Oum Larais              | delegation of Moularès                           | ()                                                             |                |                                                   |         | 2130 et 2110 |                  | Modifica les dades a Wikidata |
|       | Qerqenna                | delegation of Kerkennah                          | ()                                                             | 160            |                                                   | 13      |              |                  | Modifica les dades a Wikidata |
|       | Radès                   | delegation of Radès                              | 97.588 ()                                                      |                |                                                   | 50      | 2040         |                  | Modifica les dades a Wikidata |
|       | Raf Raf                 | delegation of Ras Jebel                          | ()                                                             |                |                                                   |         | 7015         |                  | Modifica les dades a Wikidata |
|       | Raoued                  | delegation of Raoued                             | ()                                                             |                |                                                   |         |              |                  | Modifica les dades a Wikidata |
|       | Ras Jebel               | delegation of Ras Jebel                          | 58.241 ()                                                      |                |                                                   |         | 7070         |                  | Modifica les dades a Wikidata |
|       | Redeyef                 | delegation of Redeyef                            | ()                                                             |                |                                                   |         |              |                  | Modifica les dades a Wikidata |
|       | Regueb                  | delegation of Regueb                             | ()                                                             |                |                                                   |         | 9170         |                  | Modifica les dades a Wikidata |
|       | Rejiche                 | delegation of Mahdia                             | ()                                                             |                |                                                   |         |              |                  | Modifica les dades a Wikidata |
|       | Rejim Maatoug           | delegation of Rjim Maatoug                       | ()                                                             |                |                                                   |         |              |                  | Modifica les dades a Wikidata |
|       | Remada                  | delegation of Remada                             | 10.173 ()                                                      |                |                                                   |         | 3240         |                  | Modifica les dades a Wikidata |
|       | Rouhia                  | delegation of Rouhia                             | ()                                                             |                |                                                   |         | 6150         |                  | Modifica les dades a Wikidata |
|       | Sabalat Ouled Asker     | delegation of Cebbala Ouled Asker                | ()                                                             |                |                                                   |         | 9122         |                  | Modifica les dades a Wikidata |
|       | Sahline                 | governació de Monastir                           | ()                                                             |                |                                                   |         |              |                  | Modifica les dades a Wikidata |
|       | Sakiet Eddaier          | delegation of Sakiet Eddaïer                     | ()                                                             |                |                                                   |         | 3011         |                  | Modifica les dades a Wikidata |
|       | Sakiet Ezzit            | delegation of Sakiet Ezzit                       | 87.512 ()                                                      |                |                                                   |         | 3021         |                  | Modifica les dades a Wikidata |
|       | Sakiet Sidi Youssef     | delegation of Sakiet Sidi Youssef                | ()                                                             |                |                                                   |         | 7120         |                  | Modifica les dades a Wikidata |
|       | Saouaf                  | delegation of Saouaf                             | ()                                                             |                |                                                   |         | 1115         |                  | Modifica les dades a Wikidata |
|       | Sayada                  | Sayada-Lamta-Bou Hjar                            | 12.708 ()                                                      | 4,5            | 2.824                                             | 4       | 5035         |                  | Modifica les dades a Wikidata |
|       | Sbeitla                 | delegation of Sbeïtla                            | 20.253 ()                                                      | 1.133,5        | 17,87                                             |         | 1250         |                  | Modifica les dades a Wikidata |
|       | Sbiba                   | delegation of Sbiba                              | 42.091 ()                                                      |                |                                                   | 637     | 1270         |                  | Modifica les dades a Wikidata |
|       | Sbikha                  | delegation of Sbikha                             | ()                                                             |                |                                                   |         | 3110         |                  | Modifica les dades a Wikidata |
|       | Sejnane                 | delegation of Sejnane                            | 40.166 ()                                                      |                |                                                   | 230     | 7010         |                  | Modifica les dades a Wikidata |
|       | Sened                   | delegation of Sened                              | ()                                                             |                |                                                   |         | 2190         |                  | Modifica les dades a Wikidata |
|       | Sfax                    | governació de Sfax                               | 272.801 265.131 (2014 )                                        | 56             | Error de l'expressió: Paraula no reconeguda "br". | 24      | 3000         |                  | Modifica les dades a Wikidata |
|       | Sidi Aich               | delegation of Sidi Aïch                          | ()                                                             |                |                                                   |         | 2131         |                  | Modifica les dades a Wikidata |
|       | Sidi Ali Ben Aoun       | delegation of Sidi Ali Ben Aoun                  | ()                                                             |                |                                                   |         | 9120         |                  | Modifica les dades a Wikidata |
|       | Sidi Alouane            | delegation of Sidi Alouane                       | ()                                                             |                |                                                   |         | 5190         |                  | Modifica les dades a Wikidata |
|       | Sidi Ameur (Tunísia)    | Sahline                                          | ()                                                             |                |                                                   |         | 5061         |                  | Modifica les dades a Wikidata |
|       | Sidi Bou Ali            | delegation of Sidi Bou Ali                       | ()                                                             |                |                                                   |         |              |                  | Modifica les dades a Wikidata |
|       | Sidi Bou Saïd           | Delegació de Cartago                             | 5.873 ()                                                       |                |                                                   | 98      | 2026         |                  | Modifica les dades a Wikidata |
|       | Sidi Bou Zid            | Sidi Bouzid Ouest                                | 429.912 ()                                                     |                |                                                   |         | 9100         |                  | Modifica les dades a Wikidata |
|       | Sidi El Heni            | delegation of Sidi El Hani                       | ()                                                             |                |                                                   |         | 4025         |                  | Modifica les dades a Wikidata |
|       | Sidi Hassine            | delegation of Sidi Hassine                       | ()                                                             |                |                                                   |         | 1095         |                  | Modifica les dades a Wikidata |
|       | Sidi Makhlouf           | delegation of Sidi Makhlouf                      | ()                                                             |                |                                                   |         |              |                  | Modifica les dades a Wikidata |
|       | Sidi Thabet             | delegation of Sidi Thabet                        | ()                                                             |                |                                                   |         |              |                  | Modifica les dades a Wikidata |
|       | Sidi Zid-Ouled Moulahem | Mahdia                                           | ()                                                             |                |                                                   |         |              |                  | Modifica les dades a Wikidata |
|       | Siliana                 | Siliana Nord                                     | ()                                                             |                |                                                   |         | 6100         |                  | Modifica les dades a Wikidata |
|       | Skhira                  | delegation of Skhira                             | 34.511 ()                                                      |                |                                                   |         | 3050         |                  | Modifica les dades a Wikidata |
|       | Smar                    | delegation of Smâr                               | ()                                                             |                |                                                   |         | 3223         |                  | Modifica les dades a Wikidata |
|       | Soliman                 | delegation of Soliman                            | 44.672 (2021 )                                                 |                |                                                   |         | 8020         |                  | Modifica les dades a Wikidata |
|       | Somâa                   | delegation of Béni Khiar                         | ()                                                             |                |                                                   |         | 8023         |                  | Modifica les dades a Wikidata |
|       | Souassi                 | delegation of Essouassi                          | 4.663 ()                                                       |                |                                                   |         |              |                  | Modifica les dades a Wikidata |
|       | Souk El Ahed            | delegation of Souk Lahad                         | ()                                                             |                |                                                   |         |              |                  | Modifica les dades a Wikidata |
|       | Souk Jedid              | delegation of Souk Jedid                         | ()                                                             |                |                                                   |         | 9121         |                  | Modifica les dades a Wikidata |
|       | Sussa                   | governació de Sussa                              | 221.530 173.047 (2014 )                                        | 45             | Error de l'expressió: Paraula no reconeguda "br". | 6       | 4000         |                  | Modifica les dades a Wikidata |
|       | Tabarka                 | delegation of Tabarka                            | 17.425 ()                                                      |                |                                                   | 5       | 8110         |                  | Modifica les dades a Wikidata |
|       | Tajerouine              | delegation of Tajerouine                         | ()                                                             |                |                                                   |         | 7150         |                  | Modifica les dades a Wikidata |
|       | Takelsa                 | delegation of Takelsa                            | ()                                                             |                |                                                   |         |              |                  | Modifica les dades a Wikidata |
|       | Talalsa                 | delegation of El Jem                             | ()                                                             |                |                                                   |         |              |                  | Modifica les dades a Wikidata |
|       | Tamaghza                | delegation of Tameghza                           | 2.334 ()                                                       |                |                                                   |         | 2212         |                  | Modifica les dades a Wikidata |
|       | Tataouine               | Tataouine Sud                                    | 95.775 ()                                                      |                |                                                   |         | 3200         |                  | Modifica les dades a Wikidata |
|       | Tazerka                 | delegation of Korba                              | ()                                                             |                |                                                   |         | 8024         |                  | Modifica les dades a Wikidata |
|       | Teboulba                | delegation of Téboulba                           | ()                                                             |                |                                                   |         | 5080         |                  | Modifica les dades a Wikidata |
|       | Teboulbou               | Gabès Sud                                        | ()                                                             |                |                                                   |         |              |                  | Modifica les dades a Wikidata |
|       | Tebourba                | delegation of Tebourba                           | 50.458 ()                                                      |                |                                                   |         | 1130         |                  | Modifica les dades a Wikidata |
|       | Testour                 | delegation of Testour                            | ()                                                             |                |                                                   |         | 9060         |                  | Modifica les dades a Wikidata |
|       | Thala                   | delegation of Thala                              | 34.508 ()                                                      |                |                                                   | 1.027   | 1210         |                  | Modifica les dades a Wikidata |
|       | Thibar                  | delegation of Thibar                             | ()                                                             |                |                                                   |         | 9022         |                  | Modifica les dades a Wikidata |
|       | Thyna                   | delegation of Thyna                              | 33.419 (2014 )                                                 |                |                                                   |         |              |                  | Modifica les dades a Wikidata |
|       | Thélepte                | delegation of Fériana                            | 6.046 ()                                                       |                |                                                   | 944     | 1215         |                  | Modifica les dades a Wikidata |
|       | Tinja                   | delegation of Tinja                              | ()                                                             |                |                                                   |         | 7032         |                  | Modifica les dades a Wikidata |
|       | Touiref                 | delegation of Touiref                            | ()                                                             |                |                                                   |         | 7112         |                  | Modifica les dades a Wikidata |
|       | Touza                   | Delegació de Ksibet el-Médiouni                  | ()                                                             |                |                                                   |         | 5023         |                  | Modifica les dades a Wikidata |
|       | Tozeur                  | delegation of Tozeur                             | 37.365 (2014 )                                                 |                |                                                   |         | 2200         |                  | Modifica les dades a Wikidata |
|       | Tunis                   | governació de Tunis                              | 602.560 (2022 )                                                | 212.630.000    | 0                                                 | 4       | 1000         |                  | Modifica les dades a Wikidata |
|       | Téboursouk              | delegation of Téboursouk                         | ()                                                             |                |                                                   |         | 9040         |                  | Modifica les dades a Wikidata |
|       | Utique                  | Utique                                           | ()                                                             |                |                                                   |         |              |                  | Modifica les dades a Wikidata |
|       | Zaghouan                | delegation of Zaghouan                           | 20.387 (2014 )                                                 |                |                                                   | 201     | 1100         |                  | Modifica les dades a Wikidata |
|       | Zahret Medien           | Amdoun                                           | ()                                                             |                |                                                   |         | 9030         |                  | Modifica les dades a Wikidata |
|       | Zalba                   | Mahdia                                           | ()                                                             |                |                                                   |         | 5192         |                  | Modifica les dades a Wikidata |
|       | Zaouiet Djedidi         | delegation of Béni Khalled                       | ()                                                             |                |                                                   |         | 8099         |                  | Modifica les dades a Wikidata |
|       | Zaouiet Kontoch         | delegation of Jemmal                             | ()                                                             |                |                                                   |         | 5028         |                  | Modifica les dades a Wikidata |
|       | Zaouiet Sousse          | Zaouiet-Ksibet Thrayet                           | 25.000 ()                                                      | 770            | 32,47                                             |         | 4081         |                  | Modifica les dades a Wikidata |
|       | Zarzis                  | delegation of Zarzis                             | 80.000 (segle CDXCV )                                          | 340            | 235,29                                            | 18      | 4170         |                  | Modifica les dades a Wikidata |
|       | Zarzis Nord             | governació de Médenine                           | ()                                                             |                |                                                   |         |              |                  | Modifica les dades a Wikidata |
|       | Zriba                   | delegation of Zriba                              | ()                                                             |                |                                                   |         | 1152         |                  | Modifica les dades a Wikidata |
|       | Zéramdine               | delegation of Zéramdine                          | ()                                                             |                |                                                   |         | 5040         |                  | Modifica les dades a Wikidata |
|       | بئر القصعة              | delegation of El Mourouj governació de Ben Arous | ()                                                             |                |                                                   |         |              |                  | Modifica les dades a Wikidata |